# 14. Feldartillerie-Brigade (Deutsches Kaiserreich)
Die 14. Feldartillerie-Brigade war ein Großverband der Preußischen Armee.

## Geschichte
Die 14. Feldartillerie-Brigade wurde am 1. Oktober 1899 im niederrheinischen Wesel neu aufgestellt, nachdem die bisherige in 28. Feldartillerie-Brigade umbenannt worden war.
Am 16. Februar 1917 wurde sie zum Artillerie-Kommandeur 14 umfunktioniert, dem damit die taktische Führung der gesamten Feld- und schweren Artillerie oblag.
Sie war Teil der 14. Division (Standort Düsseldorf), die dem VII. Armee-Korps im westfälischen Münster zugeordnet war.

### Gliederung
- 1899 bis 1914

1. Westfälisches Feldartillerie-Regiment Nr. 7  und Klevesches Feldartillerie-Regiment Nr. 43
- Kriegsgliederung bei Mobilmachung 1914

Wie vor 
- Kriegsgliederung am 8. März 1918

Artillerie-Kommandeur Nr. 14:
Klevesches Feldartillerie-Regiment Nr. 43 und II./Fußartillerie-Regiment Nr. 22

### Erster Weltkrieg
Mit Kriegsbeginn wurde die Brigade im Verband der 14. Division  ausschließlich an der Westfront eingesetzt. 
Zu den Kampfhandlungen, Gefechten und Schlachten siehe Kampfgeschehen der 14. Division.

### Brigadekommandeure
| Name                                            | Datum                                                |
| ----------------------------------------------- | ---------------------------------------------------- |
| Paul von Salzmann                               | 1. Oktober 1899 bis 17. April 1903                   |
| Ferdinand von Beck                              | 18. April 1903 bis 13. Juni 1906                     |
| Otto Carp                                       | 14. Juni 1906 bis 20. April 1908                     |
| Ulysses von Tognarelli                          | 21. April 1908 bis 18. Juli 1911                     |
| Emil Waldorf                                    | 19. Juli 1911 bis 21. April 1912                     |
| Georg Dietrich Nicolaus von Geldern-Crispendorf | 22. April 1912 bis 21. März 1914                     |
| Max Ludwig Friedrich Lang                       | 22. März 1914 bis 1. August 1914                     |
| Friedrich von Campe                             | 2. August 1914 bis 5. März 1917                      |
| Adolf Wilhelm von Beaulieu-Marconnay            | 6. März 1917 bis Kriegsende                          |
| Otto Berlet                                     | 23. Januar 1919 bis 14. April 1919 (Demobilisierung) |